# ヴァージル・カラコダ
ヴァージル・カラコダ（Virgil Kalakoda、1979年12月24日 - ）は、南アフリカ共和国出身の男子プロボクサー、キックボクサー。ウォリアーズミックスマーシャルアーツアカデミー所属。ニックネームはオデッセイア。ボクシング仕込みの鋭いパンチの連打と、ダメージを恐れず果敢に前に出る気力を持つ。
父親はボクシングトレーナースティーブ・カラコダ。
2005年にK-1に参戦。2006年には、K-1 WORLD MAXチャンピオンのブアカーオ・ポー.プラムックやアンディ・サワーをあわやという所まで追い詰めた。

## 来歴
2005年5月4日、『K-1 WORLD MAX 2005 開幕戦』にてK-1初参戦。トーナメント1回戦でアルバート・クラウスと対戦するも、クラウスのローキックに動きが止まるなどK-1ルールに対応できずに判定負け。
2005年7月11日、『K-1 WORLD MAX 2005 決勝戦』で佐藤嘉洋と対戦。佐藤の足技に怯まず果敢に攻め判定でK-1初勝利を挙げる。
2006年4月5日、『K-1 WORLD MAX 2006 開幕戦』のトーナメント1回戦でブアカーオ・ポー.プラムックと対戦。ブアカーオのキックを恐れずに前に出続けフックをヒットさせ、ブアカーオを後一歩の所まで追い込む。結果は判定負けを喫するもブアカーオ相手に好勝負を展開したことから主催者推薦として決勝大会へ出場することになった。
2006年6月30日、『K-1 WORLD MAX 2006 決勝戦』でアンディ・サワーと対戦。前年の王者サワーから1Rに右ストレートでダウンを奪うも、3R後半にダウンを奪い返される。そのままラッシュを浴びレフェリーストップ負け。
2006年9月4日、『K-1 WORLD MAX 2006 〜世界王者対抗戦〜』（元々、レミギウス・モリカビュチスが出場するはずだったが、負傷により代理参戦）で前田宏行に開始早々ダウンを奪われるも、2Rに前田の額をカットし、ドクターストップでTKO勝ち。
2006年9月16日、韓国ソウル開催の『K-1 FIGHTING NETWORK KHAN 2006 IN SEOUL』にてメインでイム・チビンと対戦。前回の試合からわずか12日後の出場だったが、地元ファイターのチビンを終始攻め続け、判定勝ち。
2006年11月3日、シュートボクシング『S-cup 2006』の1回戦でダニエル・ドーソンと対戦。ドーソンのクリンチや投げなどでペースを掴めず判定負け。
2007年4月4日、『K-1 WORLD MAX 2007 〜世界最終選抜〜』で因縁の前田宏行と再戦。ボクサー同士、パンチではほぼ互角の攻防を見せるも、キックボクサーとしてのキャリアの差が勝敗を分け判定勝ち。
2007年6月28日、『K-1 WORLD MAX 2007 開幕戦』のトーナメント1回戦でアルバート・クラウスと再戦し、判定負け。
2007年7月21日、韓国ソウル開催の『K-1 FIGHTING NETWORK KHAN 2007 〜世界対抗戦〜』にてキム・セギと対戦、2度のダウンを奪い優位に試合を進めたが右フックでKO負け。
2007年10月3日、『K-1 WORLD MAX 2007 決勝戦』のリザーブファイトで小比類巻貴之と対戦、3Rに右フックでKO勝ち。
2008年2月24日、K-1 ASIA MAX 2008 IN SEOULのスーパーファイトでキム・セギと再戦。2Rにブロックをしていただけにもかかわらずスタンディングダウンを取られる不可解な判定が響き、延長Rで辛くも判定勝利。
2008年4月9日、K-1 WORLD MAX 2008 FINAL16のトーナメント1回戦で魔裟斗と対戦し、右フックでKO負け。
2008年10月1日、K-1 WORLD MAX 2008 FINALのオープニングファイトでニキー"ザ・ナチュラル"ホルツケンと対戦し、1Rに3ダウンを奪われKO負け。

## 戦績

### プロボクシング
| プロボクシング 戦績 | プロボクシング 戦績 | プロボクシング 戦績 | プロボクシング 戦績 | プロボクシング 戦績 | プロボクシング 戦績 | プロボクシング 戦績 |
| ------------------- | ------------------- | ------------------- | ------------------- | ------------------- | ------------------- | ------------------- |
| 36 試合             | (T)KO               | 判定                | その他              | 引き分け            | 無効試合            |                     |
| 29 勝               | 16                  | 13                  | 0                   | 3                   | 0                   |                     |
| 9 敗                | 4                   | 5                   | 0                   | 3                   | 0                   |                     |

### キックボクシング
| キックボクシング 戦績 | キックボクシング 戦績 | キックボクシング 戦績 | キックボクシング 戦績 | キックボクシング 戦績 | キックボクシング 戦績 | キックボクシング 戦績 |
| --------------------- | --------------------- | --------------------- | --------------------- | --------------------- | --------------------- | --------------------- |
| 20 試合               | (T)KO                 | 判定                  | その他                | 引き分け              | 無効試合              |                       |
| 10 勝                 | 3                     | 7                     | 0                     | 0                     | 0                     |                       |
| 10 敗                 | 5                     | 5                     | 0                     | 0                     | 0                     |                       |

| 勝敗 | 対戦相手                         | 試合結果                        | 大会名                                                                          | 開催年月日     |
| ×    | 宍戸大樹                         | 3R 2:15 KO（左ストレート）      | SHOOT BOXING 25TH ANNIVERSARY SERIES 第3戦 維新-ISHIN- 其の参                   | 2010年6月6日   |
| ○    | ノ・ジェギル                     | 3R+延長R終了 判定2-1            | The Khan 2                                                                      | 2009年11月27日 |
| ×    | アリ・グンヤー                   | 5R終了 判定                     | War of the Worlds                                                               | 2009年11月20日 |
| ○    | 蜜山剛三                         | 延長R TKO（パンチ連打）         | XPLOSION SUPER FIGHT 19                                                         | 2009年8月8日   |
| ×    | ニキー"ザ・ナチュラル"ホルツケン | 1R 1:42 KO（3ノックダウン）     | K-1 WORLD MAX 2008 World Championship Tournament FINAL 【オープニングファイト】 | 2008年10月1日  |
| ○    | オーレ・ローセン                 | 3R+延長R終了 判定3-0            | K-1 Rumble of the Kings 2008                                                    | 2008年5月31日  |
| ×    | 魔裟斗                           | 3R 0:22 KO（右フック）          | K-1 WORLD MAX 2008 World Championship Tournament FINAL16 【1回戦】              | 2008年4月9日   |
| ○    | キム・セギ                       | 3R+延長R終了 判定2-1            | K-1 ASIA MAX 2008 IN SEOUL 【スーパーファイト】                                 | 2008年2月24日  |
| ○    | 小比類巻貴之                     | 3R 1:56 KO（右フック）          | K-1 WORLD MAX 2007 〜世界一決定トーナメント決勝戦〜 【リザーブファイト】        | 2007年10月3日  |
| ×    | キム・セギ                       | 2R 1:48 KO（右フック）          | K-1 FIGHTING NETWORK KHAN 2007 〜世界対抗戦〜                                   | 2007年7月21日  |
| ×    | アルバート・クラウス             | 3R終了 判定3-0                  | K-1 WORLD MAX 2007 〜世界一決定トーナメント開幕戦〜 【1回戦】                   | 2007年6月28日  |
| ○    | 前田宏行                         | 3R終了 判定3-0                  | K-1 WORLD MAX 2007 〜世界最終選抜〜                                             | 2007年4月4日   |
| ×    | ダニエル・ドーソン               | 3R終了 判定0-3                  | SHOOT BOXING WORLD TOURNAMENT S-cup 2006 【1回戦】                              | 2006年11月3日  |
| ○    | イム・チビン                     | 延長R終了 判定2-0               | K-1 FIGHTING NETWORK KHAN 2006 in SEOUL                                         | 2006年9月16日  |
| ○    | 前田宏行                         | 2R 0:33 TKO（ドクターストップ） | K-1 WORLD MAX 2006 〜世界王者対抗戦〜                                           | 2006年9月4日   |
| ×    | アンディ・サワー                 | 3R 2:23 KO（パンチ連打）        | K-1 WORLD MAX 2006 〜世界一決定トーナメント決勝戦〜 【準々決勝】                | 2006年6月30日  |
| ×    | ブアカーオ・ポー.プラムック      | 延長R終了 判定2-1               | K-1 WORLD MAX 2006 〜世界一決定トーナメント開幕戦〜 【1回戦】                   | 2006年4月5日   |
| ○    | シンビテウン                     | 延長R終了 判定2-1               | K-1 FIGHTING NETWORK KHAN in BUSAN                                              | 2006年2月25日  |
| ○    | 佐藤嘉洋                         | 3R終了 判定2-0                  | K-1 WORLD MAX 2005 〜世界一決定トーナメント決勝戦〜 【スーパーファイト】        | 2005年7月20日  |
| ×    | アルバート・クラウス             | 3R終了 判定3-0                  | K-1 WORLD MAX 2005 〜世界一決定トーナメント開幕戦〜 【1回戦】                   | 2005年5月4日   |

## 獲得タイトル
- IBC世界スーパーウェルター級王座
- IBFインターコンチネンタルスーパーウェルター級王座
- WBNインターコンチネンタルスーパーウェルター級王座